# Santo Afonso
Santo Afonso est une municipalité brésilienne située dans l'État du Mato Grosso.